# Little Voice
Little Voice ist die Verfilmung des Musicals Aufstieg und Fall von Little Voice von Jim Cartwright. Die Londoner Bühnenversion wurde von Sam Mendes inszeniert.

## Handlung
Der Film spielt in Scarborough (Grafschaft North Yorkshire / Nordengland) in ärmlicher von Arbeitslosigkeit geprägter Atmosphäre. Die Hauptperson ist Laura, die nach dem Tode ihres Vaters nur noch wenig spricht und sich in das Nachsingen von alten Schallplatten vertieft und deswegen Little Voice oder kurz LV genannt wird. Die Schallplatten stammen aus der großen Plattensammlung ihres Vaters. Durch das permanente Nachsingen der Platten entwickelt sie die Fähigkeit, die Stimmen ihrer Lieblingsstars wie Judy Garland, Shirley Bassey, Marlene Dietrich oder Marilyn Monroe zu imitieren.
Schwierig ist die Beziehung zu ihrer Mutter Mari, die dem Alkohol verfallen ist und ständig neue Liebhaber mit ins Haus bringt. Einer von ihnen ist der Gesangstalentsucher und Möchtegern-Manager Ray Say, der während eines Besuchs bei Mari das Talent der Tochter entdeckt und meint, mit ihr groß herauskommen zu können. Mari, die sich nicht mehr viel Hoffnungen auf eine dauerhafte Liebe macht, möchte Ray unbedingt an sich binden.
Auch LV verliebt sich, in den schweigsamen und schüchternen Telefonreparateur Billy. Alle gemeinsam fiebern sie dem ersten und laut LV einzigen Auftritt in einem Nachtclub entgegen.

## Kritiken
„Ein mitunter zwar recht derber Film, der indes vom überzeugenden Spiel seiner Hauptdarsteller lebt. Subtil geht die abwechslungsreiche Kameraarbeit auf die Charaktere der Protagonisten ein. Das inszenatorische Fingerspitzengefühl des Films entschädigt für einige dramaturgische Plattheiten. Die instinktlose deutsche Synchronfassung nimmt dem Film viel von seiner positiven Ausstrahlung.“

## Auszeichnungen
Brenda Blethyn wurde für ihre Darstellung der Mari Hoff 1999 für einen Oscar in der Kategorie Beste Nebenrolle nominiert und Michael Caine erhielt für seine Darstellung des Ray Say einen Golden Globe für die Beste Hauptrolle in einer Komödie.